# Мечтатель (Руины монастыря Ойбин)
«Мечтатель (Руины монастыря Ойбин)» (нем. Der Träumer (Klosterruine Oybin)) — картина, написанная немецким художником Каспаром Давидом Фридрихом в период с 1820 по 1840 годы. Произведение выполнено в рамках романтизма.
На картине изображена арка в полуразвалившемся монастыре. У подножья арки присел молодой человек и задумался, смотря на лес внизу. Описанная ситуация происходит во время заката солнца, красноватым цветом освещающего лес.
Выставлена картина в петербургском Государственном Эрмитаже, в галерее немецкого искусства. В музей она поступила из Аничкова дворца в 1918 году.